# Nainville-les-Roches
 Nainville-les-Roches  es una población y comuna francesa, ubicada en la región de Isla de Francia, departamento de Essonne, en el distrito de Évry y cantón de Mennecy.

## Demografía
| 178 | 203 | 262 | 300 | 418 | 457 |
| Para los censos de 1962 a 1999 la población legal corresponde a la población sin duplicidades (Fuente: INSEE [Consultar]) |     |     |     |     |     |